# Acheng
Acheng (chinesisch 阿城區 / 阿城区, Pinyin Āchéng Qū) – bis Oktober 2006: Stadt Acheng – ist ein Stadtbezirk der Unterprovinzstadt Harbin in der nordostchinesischen Provinz Heilongjiang. Acheng hat eine Fläche von 2.436 km² und 500.327 Einwohner (Stand: Zensus 2020).

## Geschichte
Der ursprüngliche Name war Ashihe nach dem Fluss Ashi, der durch den östlichen Teil der Stadt fließt. Acheng wurde 1909 als Landkreis gegründet und erhielt 1989 das Stadtrecht. Im Jahr 2006 erfolgte die Verschmelzung mit Harbin.

## Kulturdenkmäler
Fünf Kilometer südlich von Acheng befinden sich die Überreste einer alten ummauerten Stadt. Man nimmt an, dass es sich hierbei um die Überreste von Huining handelt, die von 1122 bis 1153 Hauptstadt der Jin-Dynastie war und nach 1161 als Provinzhauptstadt fungierte. Die Stätte von Shangjing Huiningfu (金上京會寧府遺址 / 金上京会宁府遗址,  Jīn Shàngjīng Huìníng fǔ yízhǐ) sowie die Yagou-Felsschnitzereien von Menschenfiguren (亞溝石刻 / 亚沟石刻,  Yàgōu shíkè) der Jurchen stehen seit 1982 bzw. 1988 auf der Liste der Denkmäler der Volksrepublik China.

## Wirtschaft
Acheng liegt zwischen einem Hügelgebiet im Südosten und der Ebene des Songhua Jiang im Nordwesten und ist von fruchtbarem und ertragreichem Land umgeben. Landwirtschaftliche Haupterzeugnisse sind Mais, Sojabohnen, Weizen, Reis und Industriepflanzen wie Flachs, Zuckerrüben und Knoblauch mit violetter Haut. Zu den wichtigsten Industriegebäuden zählen eine Zuckerraffinerie, eine Brauerei, ein Stahlwalzwerk sowie Polyesterfaser- und elektronische Relaisfabriken.

## Verkehr
Der Stadtbezirk hat über die Autobahn Suifenhe–Manzhouli und die Eisenbahnstrecke Harbin-Suifenhe Anschluss an Harbin im Nordwesten und Mudanjiang im Südosten.

## Administrative Gliederung
Auf Gemeindeebene setzt sich der Stadtbezirk aus neun Straßenvierteln, acht Großgemeinden, einer Gemeinde und einer Nationalitätengemeinde zusammen. Diese sind:
| Straßenviertel Ashihe (阿什河街道); Straßenviertel Hedong (河东街道); Straßenviertel Jincheng (金城街道); Straßenviertel Jindu (金都街道); Straßenviertel Sheli (舍利街道); Straßenviertel Shuangfeng (双丰街道); Straßenviertel Tongcheng (通城街道); Straßenviertel Xinli (新利街道); Straßenviertel Yuquan (玉泉街道); | Großgemeinde Feiketu (蜚克图镇); Großgemeinde Hongxing (红星镇); Großgemeinde Jiaojie (交界镇); Großgemeinde Jinlongshan (金龙山镇); Großgemeinde Pingshan (平山镇); Großgemeinde Songfengshan (松峰山镇); Großgemeinde Xiaoling (小岭镇); Großgemeinde Yagou (亚沟镇); Gemeinde Yangshu (杨树乡); Gemeinde Liaodian der Manju (料甸满族乡). |